# Рафаэлли, Винченцо
Винченцо Рафаэлли, Винченцо Раффаэлли (итал. Vincenzo Raffaelli; 5 апреля 1783, Рим — 20 марта 1865, Рим) — итальянский художник-мозаичист. Сын и ученик родоначальника итальянской школы так называемой «римской» миниатюрной мозаики Джакомо Рафаэлли.

## Биография
Винченцо был единственным из трёх сыновей Джакомо Рафаэлли, кто пошёл по стопам отца, который обучил его технике мозаичного набора и выбрал его в качестве помощника.
Во второй половине XVII века семья Рафаэлли поставляла Ватикану «тессеры» (кубики) из смальты — окрашенного окислами металлов и глушёного (непрозрачного) стекла по образцу знаменитых византийских мозаик. В своих домашних печах Рафаэлли производили различные материалы, используемые для изготовления мозаики: белые или цветные плитки, эмали, красители, «стеклянные пасты» и сусальное золото.
С помощью Чезаре Агуатти около 1775 года Джакомо стал изготавливать посредством особой технологии разноцветные микротессеры (мельчайшие стеклянные кубики), называемые «филати» (filati) или «римскими» (romani). Рафаэлли посредством мозаичного набора создавал крошечные пластинки с пейзажами, изображениями знаменитых римских памятников (иногда в форме каприччио), цветов, птиц, а также с религиозными или мифологическими сюжетами. Такие пластинки монтировали в металлические, стеклянные, мраморные, деревянные или каменные шкатулки, табакерки или вставляли броши, ожерелья и пуговицы: они становились дорогими сувенирами, особенно интересовавшими иностранных путешественников.
О работе Винченцо сохранились важные документы в Фонде Джузеппе Чеккарелли (1889—1972), известного как Чеккариус, учёного и журналиста, потомка семьи Рафаэлли. Ныне фонд находится в Центральной национальной библиотеке Рима.
После смерти Джакомо Рафаэлли в 1836 году его наследники продали часть созданных им мозаик, а мозаичная мастерская Святого Петра в Ватикане 22 января 1844 года приобрела то, что осталось от плиток, использованных для знаменитой копии «Тайной вечери» Леонардо да Винчи. В 1846 году русский император Николай I пригласил Винченцо Рафаэлли в Санкт-Петербург для организации школы по подготовке русских мастеров-мозаичистов.
Занимаясь в то время восстановлением мозаик «арки Галлы Плацидии» в базилике Сан-Паоло-Фуори-ле-Мура, пострадавшей от пожара, Винченцо в 1849 году уехал в Россию и мозаики были собраны мастерами ватиканской мастерской.

## Винченцо Рафаэлли в России
В 1848 году у императора Николая I возникла идея перевода живописных изображений крупнейшего в России Исаакиевского собора в мозаики «ввиду их долговечности и ценности». Причём требовалась, согласно эстетике времени, максимальная приближенность к живописным оригиналам. Но собственного мозаичного производства не существовало.
Для создания специального Императорского «Мозаического заведения» при Императорской Академии художеств в Санкт-Петербурге (вначале исключительно для нужд оформления Исаакиевского собора) в 1851 году Винченцо Рафаэлли с братом Петром прибыли в Санкт-Петербург. Работа заняла долгие годы. Мозаичные картины, в том числе иконы для иконостаса, выполняли в 1851—1914 годах.
В России Винченцо Рафаэлли столкнулся с неожиданными трудностями. Местные печи для выплавки стеклянной смальты создавали копоть, которая меняла цвет. Винченцо изучил новые методы плавления стекла и свойства пигментов, а также сумел изготовить авантюрин, формула которого осталась тайной мастеров прославленного муранского стекла. Для измельчения шихты он использовал новый железный жернов, способный лучше измельчать компоненты. Однако многие трудности послужили поводом для вызова в Россию из Рима другого мастера — Микеланджело Барбери с помощниками. Эта история широко известна благодаря копиям писем Винченцо Рафаэлли, хранящимся в Фонде Цеккариуса.
Грандиозная по затратам работа не дала ожидаемых результатов. Мозаики из мелкой смальты с огромным количеством оттенков, поднятые на большую высоту, не сверкали подобно византийским образцам, а совершенно терялись в полумраке собора и выглядели грязными по цвету. Тем не менее «Мозаическая мастерская» в Санкт-Петербурге действует по настоящее время при Санкт-Петербургской академии художеств.